# The Times
The Times este cel mai vechi ziar din Marea Britanie, înființat în anul 1785 sub numele de The Daily Universal Register. Ziarul este tipărit zilnic (mai puțin duminica) începând cu anul 1788. Cotidianul este completat de The Sunday Times, care este tipărit doar duminica.
The Times este deținut de compania News Corporation. În luna mai 2008, tirajul ziarului era de 626.401 exemplare pe zi.

## Legături externe
- Sit web oficial Arhivat în 26 martie 2007, la Wayback Machine.